# Vernon-Lumby (circonscription britanno-colombienne)
Pour les articles homonymes, voir Vernon et Lumby.
Circonscription électorale provinciale du Canada
Vernon-Lumby (auparavant Okanagan-Vernon (1991-2005) et Vernon-Monashee (2005-2024)) est une circonscription provinciale de la Colombie-Britannique représentée à l'Assemblée législative de la Colombie-Britannique depuis 1991.

## Géographie
En 2020, la circonscription représente une partie du district régional de North Okanagan. La circonscriptions représentent les villes de Vernon, Coldstream, Lumby, ainsi que les principales municipalités de Cherryville, Tinirty Valley, Silver Star, Mabel Lake, Shuswap Fall, Blue Spring et Creighton Valley.

## Liste des députés
| Législature                                                                                     | Années                                                                                          | Député                                                                                          | Député                                                                                          | Parti                                                                                           |
| Okanagan-Vernon Circonscription issue de Boundary-Similkameen, Okanagan North et Okanagan South | Okanagan-Vernon Circonscription issue de Boundary-Similkameen, Okanagan North et Okanagan South | Okanagan-Vernon Circonscription issue de Boundary-Similkameen, Okanagan North et Okanagan South | Okanagan-Vernon Circonscription issue de Boundary-Similkameen, Okanagan North et Okanagan South | Okanagan-Vernon Circonscription issue de Boundary-Similkameen, Okanagan North et Okanagan South |
| ----------------------------------------------------------------------------------------------- | ----------------------------------------------------------------------------------------------- | ----------------------------------------------------------------------------------------------- | ----------------------------------------------------------------------------------------------- | ----------------------------------------------------------------------------------------------- |
| 35e                                                                                             | 1991–1994                                                                                       |                                                                                                 | Lyall Hanson                                                                                    | Créditiste                                                                                      |
| 35e                                                                                             | 1994-1996                                                                                       |                                                                                                 | Lyall Hanson                                                                                    | Réformiste                                                                                      |
| 36e                                                                                             | 1996–2001                                                                                       |                                                                                                 | April Sanders                                                                                   | Libéral                                                                                         |
| 37e                                                                                             | 2001–2005                                                                                       |                                                                                                 | Tom Christensen                                                                                 | Libéral                                                                                         |
| 38e                                                                                             | 2005–2009                                                                                       |                                                                                                 | Tom Christensen                                                                                 | Libéral                                                                                         |
| Vernon-Monashee                                                                                 |                                                                                                 |                                                                                                 |                                                                                                 |                                                                                                 |
| 39e                                                                                             | 2009–2013                                                                                       |                                                                                                 | Eric Foster                                                                                     | Libéral                                                                                         |
| 40e                                                                                             | 2013–2017                                                                                       |                                                                                                 | Eric Foster                                                                                     | Libéral                                                                                         |
| 41e                                                                                             | 2017–2020                                                                                       |                                                                                                 | Eric Foster                                                                                     | Libéral                                                                                         |
| 42e                                                                                             | 2020–2024                                                                                       |                                                                                                 | Harwinder Sandhu (en)                                                                           | Néo-démocrate                                                                                   |
| Vernon-Lumby                                                                                    |                                                                                                 |                                                                                                 |                                                                                                 |                                                                                                 |
| 43e                                                                                             | 2024–en cours                                                                                   |                                                                                                 | Harwinder Sandhu (en)                                                                           | Néo-démocrate                                                                                   |